# Papil Stone

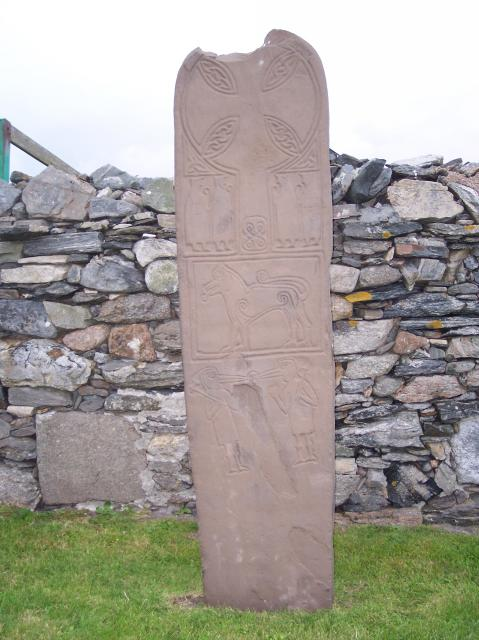
Kopie des Papil Stones

Der Papil Stone ist ein so genannter Class-III-Kreuzstein, der 1877 auf dem Friedhof der St Laurence Church in Papil auf der Shetlandinsel West Burra gefunden wurde, wo er als Grabplatte wiederverwendet worden war.
Die teilweise nach Art Piktischer Symbolsteine verzierte Platte zeigt unter dem Tatzenkreuz vier mit Bischofsstäben versehene in Priestergewänder gehüllte Personen. Zwei von ihnen tragen eine Art „Schulranzen“ – ein Detail, das nur auf den Kreuzsteinen der Shetlandinseln vorkommt.
Unterhalb der Gruppe gibt es eine eher wolfsartige Ritzung, die als „Piktischer Löwe“ bezeichnet wird und den Stein in das 8. Jahrhundert datieren könnte. Abweichend davon weist der runde obere Abschluss auf das 7. Jahrhundert. Die Einlagen des Kreuzes erinnern an irische Beispiele oder an Manx-Kreuze.
Nahe der Basis der Platte stehen sich zwei Menschen mit „Vogelköpfen“ gegenüber, die sich stilmäßig völlig vom Rest der Ritzungen unterscheiden. Die Kreuzplatte erinnert an den ebenfalls merkwürdigen Bressay Stone aus Cullingsburgh.
Der Papil Stone befindet sich heute im National Museum of Scotland. Eine Kopie steht an der Fundstelle.